# Memphis Music Hall of Fame
De Memphis Music Hall of Fame is sinds 2012 een eerbetoon aan geschiedschrijvers, songwriters, producers en leiders uit de Amerikaanse muziekindustrie. De erezaal is opgezet met behulp van sponsoring door het Smithsonian Institution (beheerder van het National Museum of American History) en wordt georganiseerd door het Rock 'n' Soul Museum in Memphis.

## Hall of Fame
| Jaar | lid                          |
| ---- | ---------------------------- |
| 2012 | Estelle Axton en Jim Stewart |
| 2012 | Bobby Bland (Blue)           |
| 2012 | Booker T. and The MG's       |
| 2012 | Lucie Campbell               |
| 2012 | George Coleman               |
| 2012 | Jim Dickinson                |
| 2012 | Al Green                     |
| 2012 | William Christopher Handy    |
| 2012 | Isaac Hayes                  |
| 2012 | Howlin' Wolf                 |
| 2012 | B.B. King                    |
| 2012 | Jerry Lee Lewis              |
| 2012 | Jimmie Lunceford             |
| 2012 | W.T. McDaniel                |
| 2012 | Memphis Minnie               |
| 2012 | Willie Mitchell              |
| 2012 | Dewey Phillips               |
| 2012 | Sam Phillips                 |
| 2012 | Elvis Presley                |
| 2012 | Otis Redding                 |
| 2012 | The Staple Singers           |
| 2012 | Rufus Thomas                 |
| 2012 | Three 6 Mafia                |
| 2012 | Nat D. Williams              |
| 2012 | ZZ Top                       |
| 2013 | Albert King                  |
| 2013 | The Blackwood Brothers       |
| 2013 | W. Herbert Brewster          |
| 2013 | Carla Thomas                 |
| 2013 | Memphis Jug Band             |
| 2013 | Roland Janes                 |
| 2013 | David Porter                 |
| 2013 | Kay Starr                    |
| 2013 | Knox Phillips                |
| 2013 | Johnny Cash                  |
| 2013 | Sid Selvidge                 |
| 2013 | Phineas Newborn jr.          |
| 2013 | The Bar-Kays                 |
| 2014 | Lil Hardin Armstrong         |
| 2014 | Al Bell                      |
| 2014 | Big Star                     |
| 2014 | John Fry                     |
| 2014 | Walter Lewis (Furry)         |
| 2014 | Lincoln Moman (Chips)        |
| 2014 | Ann Peebles                  |
| 2014 | Carl Perkins                 |
| 2014 | Jesse Winchester             |